# Clemente Politi
Clemente Politi o Polito (metà del XVI secolo – 25 ottobre 1606) è stato un vescovo cattolico italiano.

## Biografia

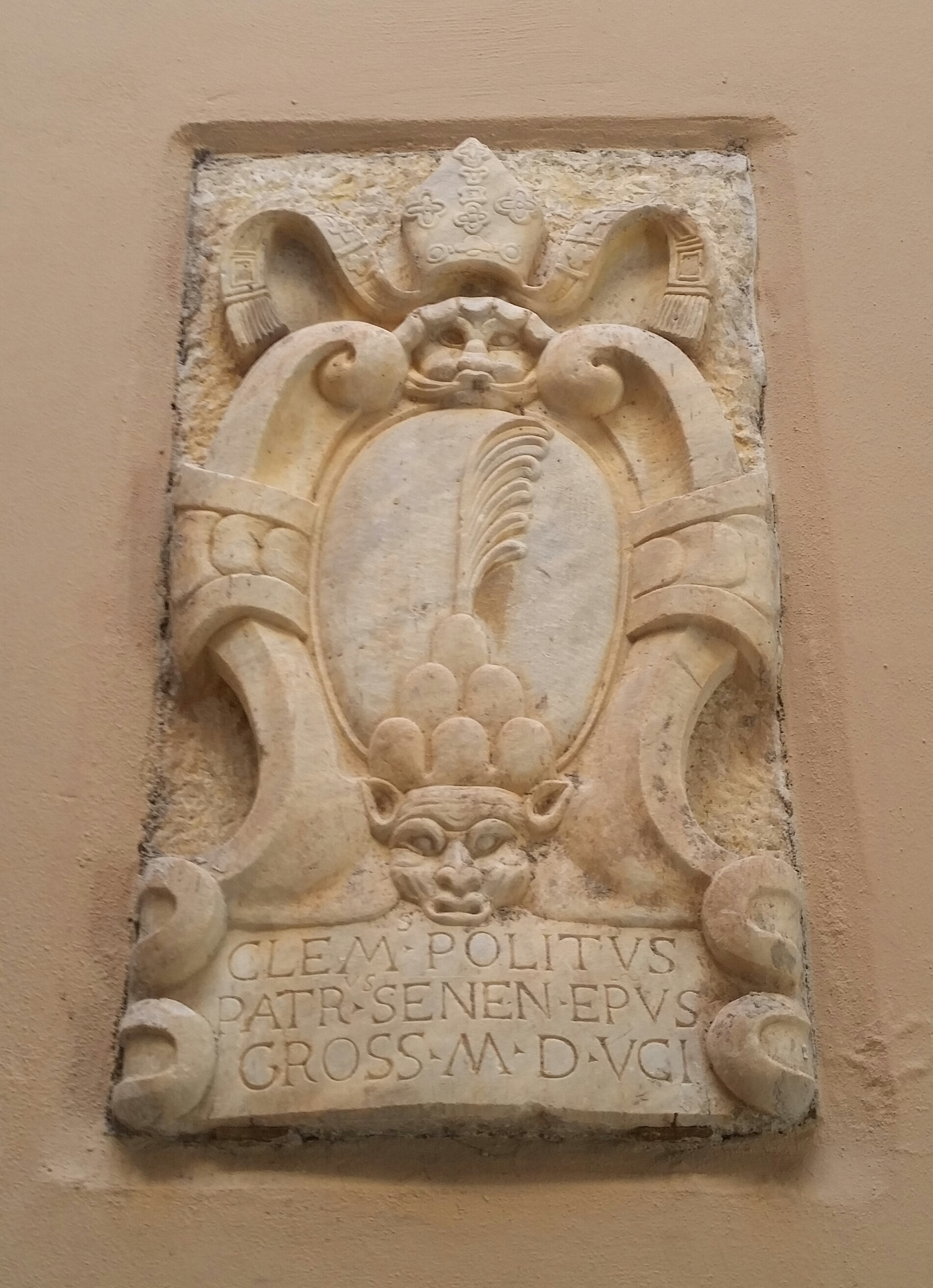
Lo stemma di Clemente Politi nel palazzo vescovile di Grosseto

Fu vicario generale dell'arcidiocesi di Genova sotto l'episcopato di Cipriano Pallavicino. Come si legge in un atto notarile del 1º dicembre 1584, Polito in qualità di vicario generale acconsentiva ai padri dell'Ordine dei carmelitani scalzi di stabilirsi nel territorio diocesano presso la chiesa di Sant'Anna di Bachernia. Divenne poi vicario generale dell'arcidiocesi di Benevento e fu poi chiamato a rivestire tale incarico dall'arcivescovo Ascanio Piccolomini dell'arcidiocesi di Siena, dove fu anche canonico metropolita della cattedrale.
Venne nominato vescovo di Grosseto il 26 aprile 1591. Politi fu «uomo assai zelante nel servizio divino, di non corta capacità negl'affari della curia». Riordinò l'inventario dei beni immobili della mensa vescovile, che incrementò notevolmente con l'aggiunta, tra i vari, di alcuni stabili nella corte di Istia d'Ombrone.
Morì il 25 ottobre 1606 e fu sepolto a Siena nella cappella di famiglia, che lui stesso aveva arricchito con un altare ornato in marmo, nella basilica di San Francesco.